# 福岡国税局
福岡国税局（ふくおかこくぜいきょく）は、福岡県福岡市博多区にある国税庁の地方支分部局で、福岡県、佐賀県、長崎県の3県を管轄している。

## 組織
- 局長
  - 総務部
    - 総務課、人事第一課、人事第二課、会計課、企画課、厚生課、事務管理課、税務相談室、国税広報広聴室、税理士監理官、営繕監理官

  - 課税第一部
    - 課税総括課、個人課税課、資産課税課、資料調査課、審理官、資産評価官、国税訟務官

  - 課税第二部
    - 法人課税課、消費税課、資料調査課、酒税課、鑑定官室、酒類業調整官

  - 徴収部
    - 管理運営課、徴収課、特別国税徴収官、特別整理第一部門〜特別整理第三部門、国税訟務官

  - 調査査察部
    - 調査管理課、特別国税調査官、調査第一部門〜調査第五部門、査察管理課、特別国税査察官、査察第一部門〜査察第四部門
- 税務署（31署）

### 歴代福岡国税局長
福岡国税局長は東京国税局長と大阪国税局長以外の国税局長（札幌、仙台、関東信越、金沢、名古屋、広島、高松、熊本）とともに政令で規定される指定職2号の役職である。財務省主税局参事官、財務省外局である国税庁部長（課税、徴収、調査査察）、税務大学校副校長と同様である。
| 氏名      | 出身校      | 在任期間    | 前職                                       | 後職                       |
| --------- | ----------- | ----------- | ------------------------------------------ | -------------------------- |
| 榎本 直樹 | 東京大学 法 | 2017年7月 - | 財務省大臣官房付                           | 大阪国税局長               |
| 小原 昇   | 京都大学 法 | 2018年7月 - | 国土交通省大臣官房審議官（国土政策局担当） | 名古屋国税局長             |
| 吉井 浩   | 東京大学 法 | 2019年7月 - | 国税庁長官官房審議官                       | 名古屋国税局長             |
| 後藤 健二 | 東京大学 法 | 2020年7月 - | 国税庁長官官房審議官                       | 日本政策金融公庫取締役     |
| 平井 康夫 | 一橋大学 経 | 2021年7月 - | 国税庁調査査察部部長                       | 大臣官房地域経済特別分析官 |
| 高橋 俊一 | 東京大学 法 | 2022年7月 - | 国税庁長官官房人事課長                     |                            |

#### 歴代福岡国税局総務部長
| 氏名      | 在任期間    | 前職                             | 後職                           |
| --------- | ----------- | -------------------------------- | ------------------------------ |
| 上良 睦彦 | 2017年7月 - | 国税庁長官官房企画課情報技術室長 | 国税庁長官官房参事官           |
| 北村 厚   | 2018年7月 - | 国税庁課税部資産評価企画官       | 国税庁課税部課税総括課審理室長 |
| 剱持 敏幸 | 2019年7月 - | 名古屋国税局課税第一部長         | 国税庁長官官房国際業務課長     |
| 児島 範昭 | 2020年7月 - | 国税庁長官官房参事官             | 大阪国税局総務部長             |
| 渡邊 秀雄 | 2021年7月 - | 国税庁課税部資産評価企画官       |                                |

税務職員採用試験は高等学校学習指導要領においてあらかじめ簿記会計学を修得している商業高等学校卒業者等を採用している。国税専門官採用実績大学は旧帝国大学早慶（大蔵国税三田会）等を幅広く採用している。租税教育については商業高等学校生徒等を対象に租税教室や職場体験（インターンシップ）を行っている。

## 管内税務署

### 福岡県
- 門司税務署（北九州市門司区）
- 若松税務署（北九州市若松区）
- 小倉税務署（北九州市小倉北区）
- 八幡税務署（北九州市八幡東区）
- 博多税務署（福岡市東区）
- 香椎税務署（福岡市東区）
- 福岡税務署（福岡市中央区）
- 西福岡税務署（福岡市早良区）
- 大牟田税務署（大牟田市）
- 久留米税務署（久留米市）
- 直方税務署（直方市）
- 飯塚税務署（飯塚市）
- 田川税務署（田川市）
- 甘木税務署（朝倉市）
- 八女税務署（八女市）
- 大川税務署（大川市）
- 行橋税務署（行橋市）
- 筑紫税務署 （筑紫野市）

### 佐賀県
- 佐賀税務署（佐賀市）
- 唐津税務署（唐津市）
- 鳥栖税務署（鳥栖市）
- 伊万里税務署（伊万里市）
- 武雄税務署（武雄市）

### 長崎県
- 長崎税務署（長崎市）
- 佐世保税務署（佐世保市）
- 島原税務署（島原市）
- 諫早税務署（諫早市）
- 福江税務署（五島市）
- 平戸税務署（平戸市）
- 壱岐税務署（壱岐市）
- 厳原税務署（対馬市）

## 問題
久留米税務署において、2012年度以降に所得税の控除額を誤って高く計算したまま過少申告した納税者約2,000人について、修正申告を求めていなかったことが、2014年9月に明らかになった。一部の担当職員が、書類を見落としていたことが原因と見られている。